# هری الکاک
هری الکاک (انگلیسی: Harry Alcock؛ زادهٔ) بازیکن فوتبال اهل بریتانیا است.
از باشگاه‌هایی که در آن بازی کرده‌است می‌توان به باشگاه فوتبال والسال اشاره کرد.